# Томпсон, Флоренс Оуэнс
Фло́ренс О́уэнс То́мпсон (англ. Florence Owens Thompson), урождённая Фло́ренс Лео́на Кри́сти (англ. Florence Leona Christie; 1 сентября 1903 года, Индейская территория — 16 сентября 1983 года, Скотс-Валли, Калифорния) — гражданка США, получившая широкую известность после её фотографии, сделанной в 1936 году, во время Великой депрессии, фотографом Доротеей Ланж, и ставшей одним из символов Великой Депрессии в массовой культуре.
На фотографии изображена сидящая женщина с отстранённым взглядом, подпирающая голову рукой; двое её детей упираются лицами в её плечи, прячась от камеры, третьего ребёнка, почти незаметного на фотографии, она держит на коленях. Фотография более всего известна под названием «Мать-переселенка» (англ. Migrant Mother) или по заголовку газетной статьи, в которой была впервые напечатана, — «Посмотрите в её глаза». В Библиотеке Конгресса США эта фотография имеет следующее описание: «Нуждающаяся сборщица гороха из Калифорнии. Возраст 32 года. Мать семерых детей. Нипомо, Калифорния», что не совсем соответствует действительности: на самом деле у Флоренс было десять детей, и именно горох она не собирала.

## Биография
Флоренс Леона Кристи родилась в той части штата Оклахома, которая в начале XX века ещё была Индейской территорией, и сама имела среди предков индейцев чокто. Её отец бросил её мать ещё до рождения дочери, и мать вторично вышла замуж за фермера, с которым жила на ферме на Индейской территории с весны 1905 года. В семнадцатилетнем возрасте Флоренс вышла замуж за двадцатитрёхлетнего фермера Клео Оуэнса, в скором времени у них родились две дочери и сын. Затем семья вместе с родственниками Оуэнса уехала на Запад, в калифорнийский Оровилль, где её члены семьи работали на лесопилках и фермах; Флоренс в начале 1930-х годов трудилась на зерновых и хлопковых полях Калифорнии и Аризоны. В 1931 году, когда Флоренс была беременна шестым ребёнком, её муж скончался от туберкулёза. Флоренс была вынуждена работать на полях и подрабатывать в ресторанах, чтобы прокормить шестерых детей. В 1933 году она родила ещё одного ребёнка, после чего переехала к родителям в Оклахому, а затем отправилась с ними в Шафтер, на север Калифорнии. Там она встретила некоего Джима Хилла, от которого родила ещё троих детей. Помимо работы в поле, она подрабатывала официанткой и поварихой в ресторанах и санитаркой в больнице.
В марте 1936 года, когда был закончен сбор урожая свёклы на полях в районе Импириал-Валли (см. Импириал) в Южной Калифорнии, Флоренс вместе с семьёй отправилась на север в поисках новой работы, надеясь найти её на салатовых полях в долине реки Пахаро. По дороге их автомобиль сломался, и они были вынуждены остановиться в находившемся неподалёку от города Нипомо лагере сезонных сборщиков гороха. Её муж Джим Хилл и двое сыновей забрали сломанный радиатор и отправились с ним в город в надежде починить его, а Флоренс решила подождать их в лагере трудовых мигрантов, где её и заметила фотограф Доротея Ланж, работавшая тогда в миграционной службе. Ланж сделала шесть фотографий Флоренс и её детей и якобы общалась с ней, хотя по поводу последнего обстоятельства истина не установлена до сих пор: Ланж — якобы со слов Флоренс — записала, что та вынуждена была питаться замороженными овощами и птицами, которых убили её дети, а мужчины из её семьи отправились в город продать шины от их автомобиля, чтобы купить еду; Флоренс и её родственники впоследствии отрицали как данные факты, так и сам факт разговора. Одна из фотографий, сделанных Ланж — именно та, что впоследствии получила широкую известность, — вскоре была опубликована в газете San Francisco News вместе со статьёй, в которой говорилось, что тысячи бедных людей страдают от голода в лагере под Нипомо. После публикации, ставшей сенсацией, в лагерь поступило 20 тысяч фунтов провизии от властей штата, однако Томпсон и её семьи к этому времени там уже не было — они уехали на заработки в Уотсонвилль.
О последующей жизни Томпсон до момента установления её личности как человека, запечатлённого на знаменитой фотографии, известно мало. В конце 1970-х годов её дети, которых к тому времени было одиннадцать, совместно купили для неё дом в Модесто, однако она предпочла вернуться в передвижной трейлер, в котором, по некоторым данным, жила много лет до этого и в котором провела остаток жизни. В конце августа 1983 года Томпсон была госпитализирована и её семья обратилась с призывом к общественности помочь оплатить медицинские счета. В сентябре 1983 года семья собрала $35000 в виде пожертвований для оплаты счетов. 16 сентября 1983 года Флоренс умерла от «рака и осложнений с сердцем» в Скоттс-Вэлли (штат Калифорния). Она была похоронена рядом с мужем Джорджем в Мемориальном парке Лейквуд в городе Хьюсон (штат Калифорния). На её надгробии были выгравированы слова: «Флоренс Леона Томпсон. Мать-переселенка: легенда силы американского духа материнства».
Дочь Кэтрин Макинтош рассказала CNN, что всеобщая известность фотографии наложила чувство стыда на семью и все они решили, что никогда не позволят себе быть бедными снова. Сын Трой Оуэнс признался, что они переосмыслили отношение к фотографии после того, как получили больше 2000 писем с пожертвованиями для медицинского фонда матери: «Для мамы и нас фотография всегда была чем-то вроде проклятия. Но после того, как все эти письма пришли, я изменил своё мнение: это дало нам чувство гордости».

## Судьба фотографии
Несмотря на то, что личность Томпсон оставалась неустановленной на протяжении 40 лет после того, как были сделаны фотографии, сами снимки, в особенности опубликованный в газетной статье, получили огромную известность. Снимок «мать-мигрантка» обрёл почти мифический статус, став своеобразным символом эпохи. Рой Страйкер назвал фотографию снимком, «в высшей степени» представляющим эпоху Великой депрессии, а Эдвард Штайхен — «самым замечательным человеческим документом, когда-либо воплощённым в изображении». Впоследствии Ланж, тем не менее, была подвергнута критике за неточные комментарии, которые она якобы записала со слов Флоренс. Личность Томпсон была установлена лишь в конце 1970-х годов усилиями одного журналиста. В 1978 году Томпсон отправила письмо в Associated Press с протестом против ситуации с её фотографией, за которую не получила ни цента, и протестами против Ланж, которая якобы обещала прислать ей копию снимка, но не сделала этого. Ланж тогда была государственной служащей, поэтому сделанный ею снимок перешёл в общественное достояние, при этом она за него не получила гонорара, хотя и смогла заслужить себе с его помощью известность и репутацию.
Фотография «Мать-переселенка» была продемонстрирована на выставке 1941 года; перед этим негатив знаменитого к тому моменту снимка был отретуширован с целью устранить запечатлённый на нём кончик большого пальца Флоренс в правом нижнем углу фотографии. В конце 1960-х годов Биллу Хендри удалось обнаружить оригиналы «Матери-переселенки» и ещё 31 фотографию работы Ланж в мусорном контейнере торгово-промышленной палаты Сан-Хосе. После смерти Хендри и его жены фотографии были вновь обнаружены их дочерью в их доме. В 1998 году почтовое ведомство США выпустило марку с отретушированным изображением фотографии.
В том же месяце, когда была выпущена марка, оригинал фотографии с рукописными пометками и подписью Ланж был продан на нью-йоркском аукционе «Сотби» за 244500 долларов. В ноябре 2002 года личный экземпляр фотографии Доротеи Ланж был продан на аукционе «Кристи» за 141500 долларов. В октябре 2005 года анонимный покупатель на аукционе «Сотби» заплатил 296000 долларов за 32 вновь открытых неотретушированных экземпляра фотографии.